# Meridià 86 a l'oest
El meridià 86 a l'oest de Greenwich és una línia de longitud que s'estén des del pol Nord travessant l'oceà Àrtic, Amèrica, l'oceà Atlàntic, l'oceà Pacífic, l'oceà Antàrtic, i l'Antàrtida fins al pol Sud.
El meridià 86 a l'oest forma un cercle màxim amb el meridià 94 a l'est. Com tots els altres meridians, la seva longitud correspon a una semicircumferència terrestre, uns 20.003,932 km. Al nivell de l'Equador, és a una distància del meridià de Greenwich de 9.573 km.

## De Pol a Pol
Començant en el pol Nord i dirigint-se cap al pol Sud, aquest meridià travessa:
| Coordenades                             | País, territori o mar  | Notes |
| --------------------------------------- | ---------------------- | --- |
| 90° 0′ N, 86° 0′ O / 90.000°N,86.000°O  | Oceà Àrtic             | |
| 82° 14′ N, 86° 0′ O / 82.233°N,86.000°O | Canadà                 | Nunavut — Ellesmere i Illa d'Axel Heiberg, illa Stor i Ellesmere novament |
| 76° 22′ N, 86° 0′ O / 76.367°N,86.000°O | Estret de Jones        | |
| 75° 32′ N, 86° 0′ O / 75.533°N,86.000°O | Canadà                 | Nunavut — Illa Devon |
| 74° 29′ N, 86° 0′ O / 74.483°N,86.000°O | Estret de Lancaster    | |
| 73° 51′ N, 86° 0′ O / 73.850°N,86.000°O | Canadà                 | Nunavut — Illa de Baffin |
| 73° 19′ N, 86° 0′ O / 73.317°N,86.000°O | Admiralty Inlet        | |
| 72° 18′ N, 86° 0′ O / 72.300°N,86.000°O | Canadà                 | Nunavut — Illa Yeoman |
| 72° 15′ N, 86° 0′ O / 72.250°N,86.000°O | Admiralty Inlet        | |
| 71° 46′ N, 86° 0′ O / 71.767°N,86.000°O | Canadà                 | Nunavut — Illa de Baffin |
| 70° 4′ N, 86° 0′ O / 70.067°N,86.000°O  | Golf de Boothia        | |
| 68° 0′ N, 86° 0′ O / 68.000°N,86.000°O  | Canadà                 | Nunavut — península de Melville (terra ferma) |
| 66° 1′ N, 86° 0′ O / 66.017°N,86.000°O  | Estret de Roes Welcome | |
| 65° 41′ N, 86° 0′ O / 65.683°N,86.000°O | Canadà                 | Nunavut — Illa Southampton |
| 63° 41′ N, 86° 0′ O / 63.683°N,86.000°O | Badia de Hudson        | |
| 55° 40′ N, 86° 0′ O / 55.667°N,86.000°O | Canadà                 | Ontario |
| 48° 4′ N, 86° 0′ O / 48.067°N,86.000°O  | Llac Superior          | Passa a l'oest de l'illa Michipicoten, Ontario, Canadà (a 47° 43′ N, 85° 57′ O / 47.717°N,85.950°O) |
| 46° 40′ N, 86° 0′ O / 46.667°N,86.000°O | Estats Units           | Michigan |
| 45° 57′ N, 86° 0′ O / 45.950°N,86.000°O | Llac Michigan          | |
| 45° 9′ N, 86° 0′ O / 45.150°N,86.000°O  | Estats Units           | Michigan — Illa North Manitou i terra ferma Indiana — des de 41° 45′ N, 86° 0′ O / 41.750°N,86.000°O Kentucky — des de 38° 0′ N, 86° 0′ O / 38.000°N,86.000°O Tennessee — des de 36° 38′ N, 86° 0′ O / 36.633°N,86.000°O Alabama — des de 35° 0′ N, 86° 0′ O / 35.000°N,86.000°O Florida — des de 31° 0′ N, 86° 0′ O / 31.000°N,86.000°O |
| 30° 16′ N, 86° 0′ O / 30.267°N,86.000°O | Golf de Mèxic          | |
| 21° 45′ N, 86° 0′ O / 21.750°N,86.000°O | Mar Carib              | Passa entre les illes de Roatán (a 16° 25′ N, 86° 12′ O / 16.417°N,86.200°O) i Guanaja (a 16° 24′ N, 85° 58′ O / 16.400°N,85.967°O), Hondures |
| 16° 1′ N, 86° 0′ O / 16.017°N,86.000°O  | Hondures               | |
| 13° 58′ N, 86° 0′ O / 13.967°N,86.000°O | Nicaragua              | |
| 11° 20′ N, 86° 0′ O / 11.333°N,86.000°O | Oceà Pacífic           | Passa a l'oest de Costa Rica (a 10° 53′ N, 85° 57′ O / 10.883°N,85.950°O) |
| 60° 0′ S, 86° 0′ O / 60.000°S,86.000°O  | Oceà Antàrtic          | |
| 73° 58′ S, 86° 0′ O / 73.967°S,86.000°O | Antàrtida              | Territori Antàrtic Xilè, reclamat per Xile |